# Bruchidius bernardi
Bruchidius bernardi is een keversoort uit de familie bladkevers (Chrysomelidae). De wetenschappelijke naam van de soort werd in 2004 gepubliceerd door Delobel & Anton.